# Bostik
Bostik è un'azienda multinazionale operante nel settore dell'industria chimica.

## Storia

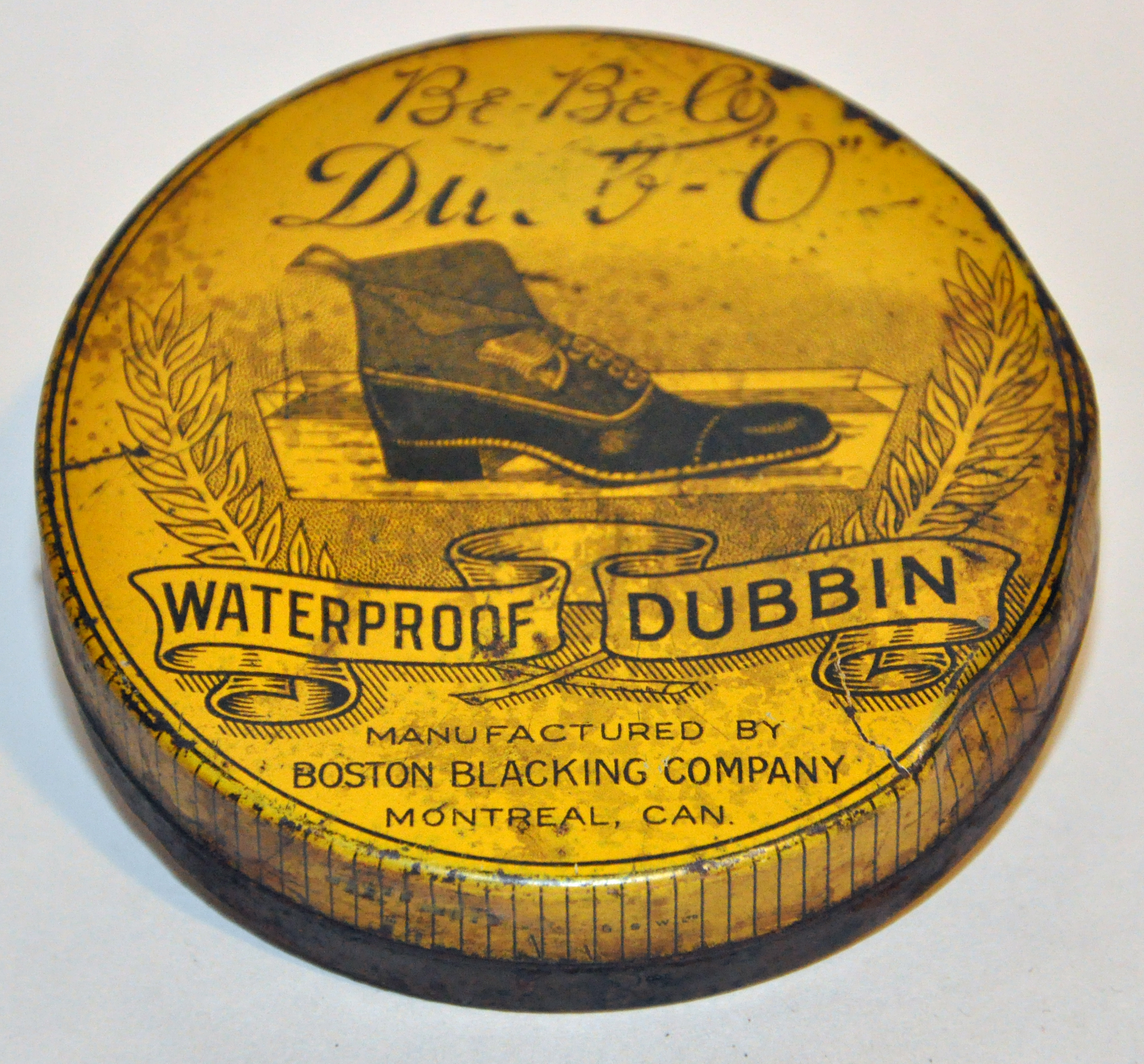
Lucido da scarpe impermeabilizzante della Boston Blacking Co. a marchio Be-Be-Co: Dubb-O

Nel 1889, la Boston Blacking Company venne fondata; produceva coloranti a Chelsea (Massachusetts). La società divenne il ramo chimico della United Shoe Machinery Corporation (USMC), specializzata nel ramo calzaturiero.
Alla fine degli anni '20 venne creata la Boston Blacking Company, che già all'epoca produceva in dodici paesi diversi del mondo con oltre mille dipendenti. Il nome Bostik venne posto su una gamma di prodotti all'inizio degli anni '40 e divenne il nome della società negli anni '60.
Nel 1980, Bostik venne comprata dalla Emhart Corporation, che a sua volta venne acquisita nove anni dopo dalla Black & Decker. Black & Decker separò la divisione chimica da quella metalmeccanica.
Nel 1990, la Bostik fu acquistata dalla Total. 
Nel 2000 Total si fuse con la Elf Aquitaine e la Bostik fu fusa con la Ato Findley (filiale della Elf Aquitaine) per diventare nel 2001 Bostik Findley.
Nel 2004, l'azienda riprende il nome originale Bostik. 
Nel 2015, la Bostik è acquistata dalla francese Arkema.

## Prodotti
Bostik è al quarto posto come produttore di adesivi e sigillanti al mondo.
Bostik attraverso le sue divisioni detiene i seguenti marchi: Bostik, Blu Tack, Prestik, Sader, Quelyd, Simson, Evo-Stik, Alliance, Ardal, Cementone, Mem, Technik, Hey'Di, SB Mercier, Chem-Calk, Hydroment, Durabond, Anchor Weld, Clag, Gripfill, Flexacryl a Aquamac.
I settori di utilizzo sono nell'industria aeronautica, elettrodomestici, automotive, transport e edilizia.
Bostik è inoltre usata nel packaging e advanced packaging.
Bostik è nota anche per i suoi prodotti per fai da te e hobby.